# Charlot musicien
Pour plus de détails, voir Fiche technique et Distribution.
Troisième film de la série produite par Mutual, Charlot musicien (ou Charlot vagabond ou Charlot violoniste) marque une étape importante dans l'œuvre de Charles Chaplin puisque apparaissent, pour la première fois, des éléments mélodramatiques dans l'un de ses films.
Ce film est à ne pas confondre avec Le Vagabond (The Tramp), précédent film de Charles Chaplin datant de 1915, dont il reprend des éléments du scénario.

## Synopsis
Charlot est violoniste. Il fait la rencontre d'une belle bohémienne (Edna Purviance).

## Fiche technique
- Titre original : The Vagabond

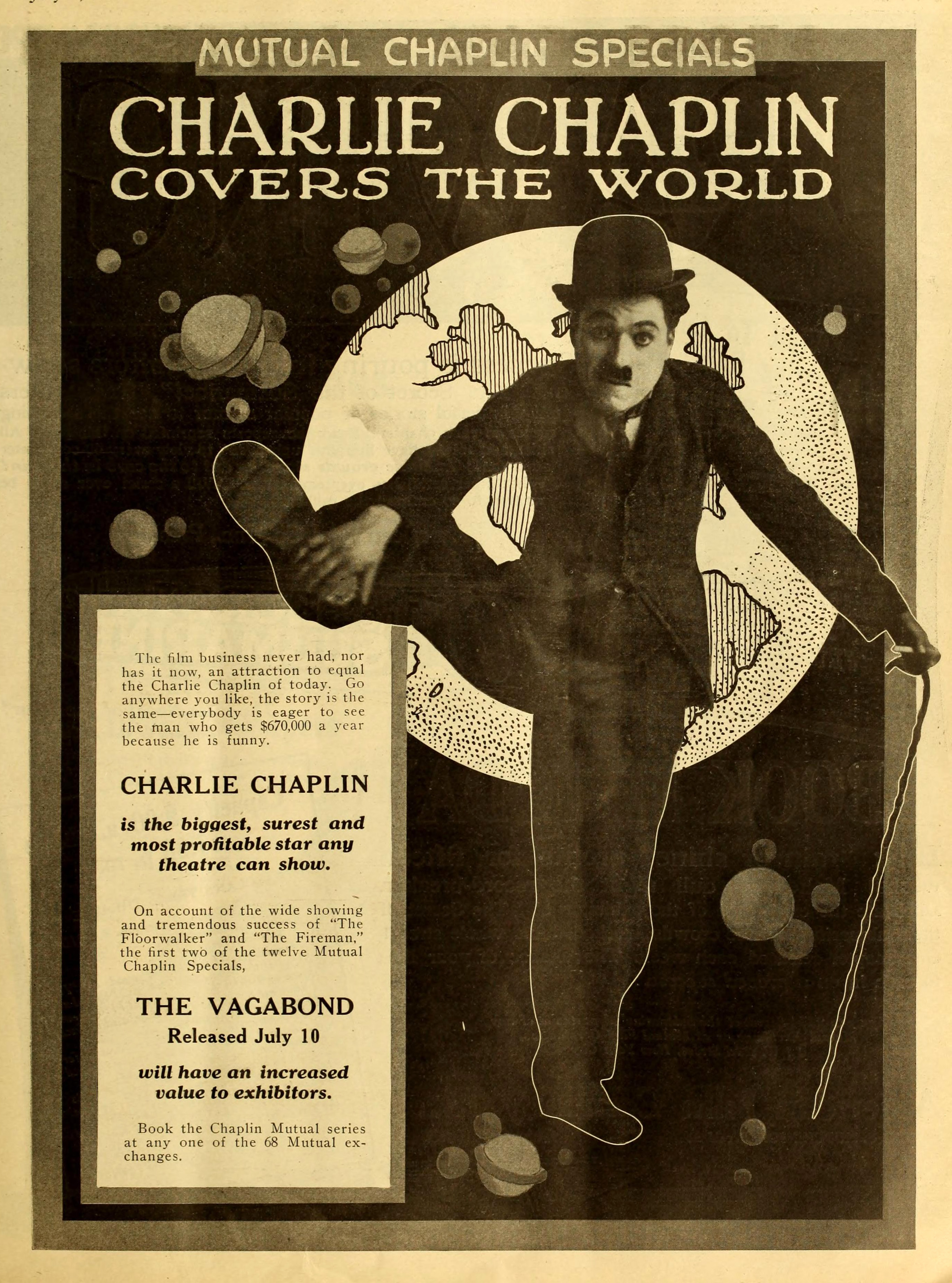
Publicité.

- Réalisation et scénario : Charles Chaplin
- Directeurs de la photographie : William C. Foster, Rollie Totheroh et Frank D. Williams (non crédité)
- Production et distribution : Mutual
- Format : noir et blanc, muet
- Genre : comédie burlesque
- Pays d'origine : États-Unis
- Durée : 34 minutes
- Première sortie : 10 juillet 1916

## Distribution
- Charles Chaplin : Le violoniste
- Edna Purviance : L'enfant volée

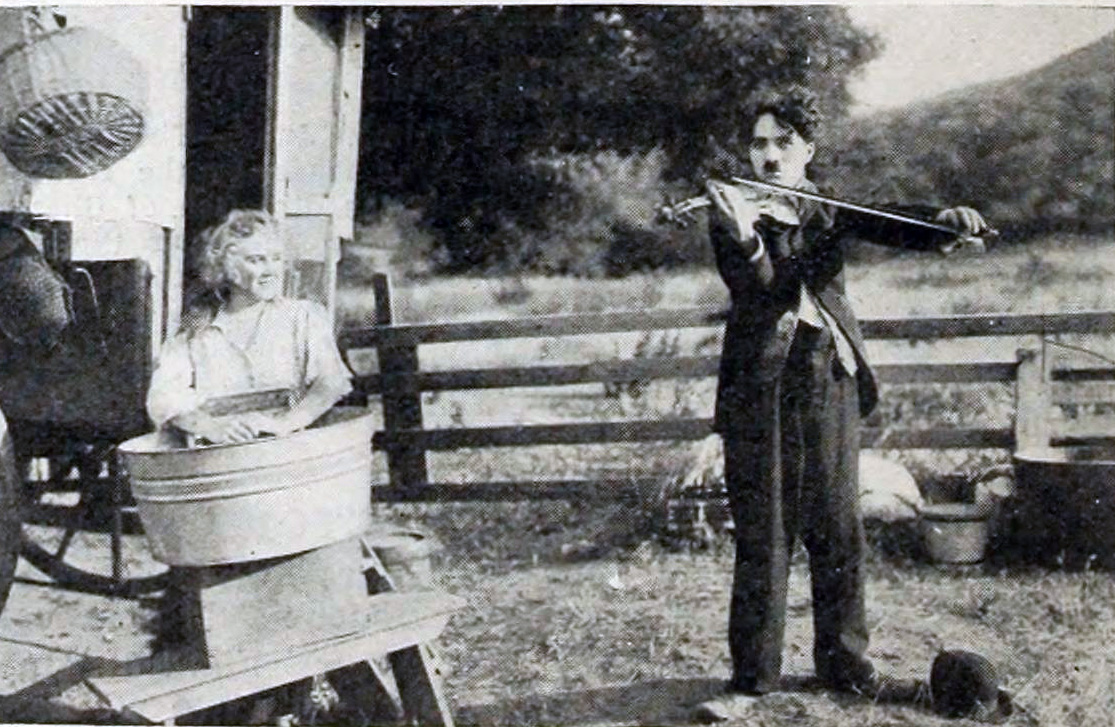
The Vagabond (1916).

- Eric Campbell : Le chef des bohémiens
- Leo White : La bohémienne et le vieux juif
- Lloyd Bacon : L'artiste peintre
- Charlotte Mineau : La mère d'Edna
- Albert Austin : Le joueur de trombone
- John Rand : Le chef d'orchestre
- James T. Kelley : Un musicien
- Frank J. Coleman : Un musicien
- Henry Bergman : Un musicien